# Сингх, Рам
Рам Сингх Ядав (англ. Ram Singh Yadav; род. 7 ноября 1980, Варанаси, Уттар-Прадеш) — индийский бегун на длинные дистанции, который специализируется в марафоне. На олимпийских играх 2012 года занял 78-е место в марафоне с результатом 2:30.06.
Занял 12-е место на Мумбайском марафоне 2012 года с результатом 2:16.59.
Является вторым индийским марафонцем, кому удалось квалифицироваться на Олимпийские игры.